# Anneli Jäätteenmäki
Anneli Tuulikki Jäätteenmäki (ur. 11 lutego 1955 w Lapui) – fińska polityk i prawniczka, deputowana do Eduskunty, w 2003 premier Finlandii, posłanka do Parlamentu Europejskiego VI, VII i VIII kadencji.

## Życiorys
W 1980 ukończyła studia prawnicze, praktykowała następnie przez kilka lat jako prawnik. W 1987 została po raz pierwszy wybrana do Eduskunty, w fińskim parlamencie zasiadała nieprzerwanie przez 17 lat. W latach 1994–1995 zajmowała stanowisko ministra sprawiedliwości. W okresie od 18 czerwca 2000 do 5 października 2003 była przewodniczącą Partii Centrum.
Po zwycięstwie centrystów w wyborach parlamentarnych 16 marca 2003, 17 kwietnia tego samego roku objęła urząd premiera Finlandii, stając na czele koalicyjnego rządu. Ustąpiła z tego stanowiska już 24 czerwca 2003 z powodu oskarżeń o rzekome oszustwa w trakcie kampanii wyborczej. W marcu 2004 sąd w Helsinkach oczyścił ją z wszystkich zarzutów.
W tym samym roku Anneli Jäätteenmäki uzyskała mandat posłanki do Parlamentu Europejskiego. W wyborach w 2009 skutecznie ubiegała się o reelekcję. W VII kadencji ponownie przystąpiła do frakcji Porozumienia Liberałów i Demokratów na rzecz Europy (jako jej wiceprzewodnicząca), nadto do Komisji Spraw Zagranicznych. W 2014 została wybrana na kolejną kadencję Europarlamentu, mandat europosłanki wykonywała do 2019.